# Conus explorator
Conus explorator is een in zee levende slakkensoort uit het geslacht Conus. De slak behoort tot de familie Conidae. Conus explorator werd in 1990 beschreven door Vink. Net zoals alle soorten binnen het geslacht Conus zijn deze slakken roofzuchtig en giftig. Zij bezitten een harpoenachtige structuur waarmee ze hun prooi kunnen steken en verlammen.